# Cernobilit
Cernobilitul este un mineral silicic tehnogen de tip zircon care conține circa 10% uraniu și diverși produși de fisiune. 

## Proprietăți
Formula chimică aproximativă este Zr0,9U0,1SiO4 și este izostructural cu mineralul zircon (ZrSiO4), cristalizând în sistemul tetragonal, grup spațial I41/amd (141). În fapt, reprezintă o soluție solidă între zircon și cofinit (USiO4). Nu a putut fi încă sintetizat în laborator, în special din cauza instabilității silicatului de uraniu. Este un material de culoare neagră sau galbenă și este puternic radioactiv, din cauza produșilor de fisiune (puternic radioactivi) încorporați.

## Origine
Cernobilitul a fost descoperit în miezul topit al reactorului 4 al centralei nucleare de la Cernobîl în urma dezastrului de la 26 aprilie 1986. O parte din combustibilul nuclear care nu a fost pulverizat în atmosferă a reacționat cu diverse materiale (nisip, dolomit, plumb, grafit, zironiu etc.), formând așa-numitul corium (cunoscut și ca „piciorul de elefant”). În acestă materie sticloasă s-au găsit și cristale de cernobilit, formate (cel mai probabil) ca urmare a înteracției UO2 cu SiO2.
Specimenele formate în 1986 în urma accidentului de la Cernobîl sunt – în prezent – complet metamicte.